# Christian Bärthel

Christian Bärthel auf einer Neonazi-Kundgebung am 28. Oktober 2003 in Erfurt

Christian Bärthel (* 27. August 1974) aus Ronneburg war stellvertretender Landesvorsitzender und Pressesprecher der Deutschen Partei (DP) in Thüringen. Der Thüringische Verfassungsschutz bezeichnet ihn als Rechtsextremisten.
Er ist einer der bekanntesten Anhänger der rechtsextremen Verschwörungstheorie der „Kommissarischen Reichsregierung“ und bezeichnet sich selbst als „Staatsbürger und Sachwalter des Deutschen Reiches“. 2007 wurde er wegen Volksverhetzung zu einer Bewährungsstrafe verurteilt.

## Funktionär der DVU und Deutschen Partei
Der gelernte Verwaltungsfachangestellte Bärthel war zunächst Mitglied der DVU, doch lief 2002 gegen ihn ein Parteiausschlussverfahren. Als Begründung dienten seine Forderung nach „Brechung der Zinsknechtschaft“ – eine oft von Neonazis verwandte Parole – und seine Einladung an den Bundesvorsitzenden der Freiheitlichen Partei, als Redner in Bärthels DVU-Kreisverband aufzutreten.
Mit der Gründung eines neuen Landesverbandes der Deutschen Partei in Thüringen im Jahr 2003 wurde Bärthel stellvertretender Landesvorsitzender und Pressesprecher. Am 18. Oktober 2003 war er zusammen mit Michael Burkert Anmelder einer Demonstration in Erfurt, an der etwa 150 Rechtsextremisten insbesondere aus dem Spektrum der NPD und der „freien Kameradschaften“ teilnahmen und auf der unter anderem Christian Worch, Gerd Ittner und Ralf Wohlleben, NPD-Mitglied und Unterstützer der Terrororganisation Nationalsozialistischer Untergrund, als Redner auftraten. Die Kundgebung wurde vorzeitig abgebrochen, nachdem Ittner sich positiv auf die NS-Euthanasie bezogen hatte. Bärthel hatte sie als Privatperson für das rechtsextremistisch ausgerichtete „Bündnis für Thüringen“ in Zusammenarbeit mit Vertretern verschiedener rechtsextremistischer Parteien, Initiativen und sogenannter freier Gruppen angemeldet. Der Landesverband der DP sprach sich gegen die Demonstration aus, da sie auf ein Bündnis zwischen der DP und der NPD hindeuten könne. Bärthel wurde daraufhin von der DP seiner Ämter enthoben und aus der Partei ausgeschlossen.

## Anhänger der NPD
Bärthel ist zwar weder Mitglied noch Angestellter der rechtsextremistischen NPD, zeigte aber eine starke Nähe zu dieser Partei und verwahrte sich in einer Mail im Jahr 2004 gegen die Behauptung, er sei lediglich ein „ehemaliger NPD-Anhänger“. Er betonte, dass er „auch in den letzten Jahren auf NPD-Veranstaltungen gesprochen und auch im September der NPD Sachsen im Wahlkampf geholfen“ habe. Auch war er Mitarbeiter des NPD-Landtagsabgeordneten Peter Klose und leitete dessen Bürgerbüro in Zwickau. Die übrige NPD distanziert sich stark von Bärthels Reichspropaganda. Er propagiert die Idee der Querfront, hängt dem Glauben an einen „Volksaufstand“ an und forderte unter anderem auch linksradikale Gruppierungen auf, gemeinsam mit Neonazis für die „Entmachtung des Großkapitals“ zu demonstrieren. Bärthel bezeichnete sich in Flugblättern als Landesbeauftragter einer „Freiheitlichen Initiative Deutschlands“ (FID).

## Verfechter der „Kommissarischen Reichsregierung“
Als Verfechter der „Kommissarischen Reichsregierung“ lud er beispielsweise zusammen mit dem Rechtsextremisten Ittner im Mai 2004 zu einer „Reichsversammlung“ nach Nöbdenitz bei Altenburg in Ostthüringen ein, um dort „das weitere Vorgehen zur Wiederherstellung der Handlungsfähigkeit des Reiches“ zu besprechen. An der Veranstaltung nahm zum Beispiel auch Horst Mahler teil.
Im Juni 2005 fand gegen den „Reichsbürger“ Bärthel ein Ordnungswidrigkeiten-Verfahren vor dem Amtsgericht Gera statt. Nachdem sein alter Personalausweis abgelaufen war, hatte er trotz Mahnung keinen neuen beantragt. Stattdessen benutzte er nun einen bei der „Reichsmeldestelle Ostthüringen“ gekauften „Personenausweis“. Bärthel wurde wegen Verletzung seiner Ausweispflicht zu 15 EUR Ordnungsstrafe verurteilt. Das Urteil gab mehreren Zeitungen Anlass, ausführlicher über die sogenannten „Reichsregierungen“ und ihre Theorien zu berichten. Auch andere Verschwörungstheorien und rechts-esoterische Ansichten werden von Bärthel offensiv vertreten.

## Antisemitische Äußerungen Bärthels – Verurteilung wegen Volksverhetzung
Am 13. November 2003 schrieb er einen offenen Brief an Martin Hohmann, in dem er ihm für seine von vielen als antisemitisch eingestuften Ausfälle dankte. Auch in anderen schriftlichen Äußerungen, insbesondere in zahlreichen offenen Briefen bzw. auf Diskussionsforen und Gästebüchern im World Wide Web zeigt er ein gefestigtes antisemitisches Weltbild. Ende März 2005 fand bei Bärthel eine polizeiliche Wohnungsdurchsuchung im Zusammenhang mit Ermittlungen der Staatsanwaltschaft Gera wegen des Verdachts auf Volksverhetzung statt. Er soll am 2. November 2004 E-Mails unter anderem an alle Abgeordneten des Deutschen Bundestages verschickt haben, „in der die Menschenwürde der Gruppe der Juden durch mehrere Bibelzitate angegriffen wurde“. 2007 wurde er wegen Volksverhetzung zu zehn Monaten auf Bewährung verurteilt, mit der Auflage gemeinnütziger Arbeit, die er in einer christlichen Einrichtung ableistete. Seine Neigung zu Bibelzitaten soll das verstärkt haben.
Bärthel sieht sich mittlerweile selbst als Evangelist, seine antisemitischen Ansichten unterfüttert er religiös. Am 13. August 2011 scheiterte Bärthels Versuch, in Wunsiedel eine Veranstaltung in Erinnerung an Rudolf Heß dementsprechend als „Gedenkgottesdienst“ zu veranstalten, am Verbot durch die Stadt und an der Verhinderung rechtsextremer Veranstaltungen durch die Polizei. Bärthel hatte argumentiert, dass, wenn man des Verurteilten Heß nicht gedenken dürfe, man dies auch nicht im Falle des Verurteilten Jesus Christus tun sollte.
Bärthel leugnet den Holocaust und betätigte sich als Redner von Thügida. Er arbeitete mit dem AfD-Bundestagsabgeordneten Robby Schlund zusammen.

## Weitere Aktivitäten – Kandidaturen
Am 6. September 2004 verteilte Bärthel auf einer Geraer Montagsdemonstration volksverhetzende Flugblätter mit der Überschrift „CDU & SPD Volks-Vernichtung ohne Cyclon-B“ [sic] und einer Kontaktnummer zur „Kommissarischen Staatsvertretung des völkerrechtlich fortbestehenden Deutschen Reiches“ und trug ein gleichlautendes Plakat.
2006 trat Bärthel als Einzelkandidat bei der Wahl des Ronneburger Bürgermeisters an, was aufgrund seiner antisemitischen Äußerungen und des Eintretens für die „Kommissarische Reichsregierung“ für landesweite Medienpräsenz sorgte. In der baden-württembergischen Kleinstadt Besigheim trat er am 27. Januar 2008 als Bürgermeisterkandidat an. In der Wahl erreichte Bärthel 2,6 % der Stimmen (97 Stimmen in ganz Besigheim) und focht die Wahl an; seine Klage wurde allerdings abgewiesen.
Im Januar 2013 reichte Bärthel eine Kandidatur für das Bürgermeisteramt in Rickenbach (Baden-Württemberg) ein, die er als „Gebetserhörung für Rickenbach“ verstanden wissen wollte, wurde jedoch durch den Wahlausschuss von der Wahl ausgeschlossen. Sein dagegen eingelegter Antrag auf einstweilige Verfügung der Zulassung wurde abgewiesen. Daraufhin legte er Widerspruch gegen das Ergebnis des ersten Wahlgangs ein.
Ende Februar 2013 bewarb er sich beim Vatikan als Nachfolger von Papst Benedikt XVI.

## TV-Beitrag
- MDR exakt, 22. Februar 2017: Ein unbelehrbarer Volksverhetzer, Rechtsextremist verharmlost jahrelang den Holocaust

- Y-Kollektiv, 5. November 2020: Warum Reichsbürger gegen das System demonstrieren

## Belege
1. ↑  Verfassungsschutzbericht 2003 des Freistaates Thüringen (Memento vom 6. Oktober 2009 im Internet Archive)
2. ↑  Buch Seite 57 Brandgefährlich: wie das Schweigen der Mitte die Rechten stark macht : Erfahrungen eines zurückgetretenen Ortsbürgermeisters Markus Nierth, Juliane Streich Ch. Links Verlag, 2016
3. ↑  Drei weitere Bürgermeister-Kandidaten in Rickenbach, Elisabeth Willers Badische Zeitung 3. Januar 2013
4. ↑  Warum Bärthel ausgeschlossen wird, Südkurier 1. Februar 2013
5. ↑  „Reichsbürger“ darf nicht kandidieren: Rickenbacher Wahlausschuss schließt den Rechtsextremisten Christian Bärthel von der Bürgermeisterwahl aus. Markus Vonberg, Südkurier vom 2. Februar 2013
6. ↑  Ruhe vor Reichsbürgern, Michael Krug, Badische Zeitung vom 8. März 2017
7. ↑  Verurteilt wegen Volksverhetzung: Verhinderter Evangelist aus Ronneburg. (otz.de [abgerufen am 9. März 2018]).
8. ↑  Badische Zeitung: Kandidat für Rickenbach: Christian Bärthel – Rickenbach – Badische Zeitung. (badische-zeitung.de [abgerufen am 9. März 2018]).
9. ↑  Warum Reichsbürger gegen das System demonstrieren. Abgerufen am 2. Februar 2022 (deutsch).
10. ↑  Verurteilt wegen Volksverhetzung: Verhinderter Evangelist aus Ronneburg. (otz.de [abgerufen am 9. März 2018]).
11. ↑  Verurteilt wegen Volksverhetzung: Verhinderter Evangelist aus Ronneburg. (otz.de [abgerufen am 9. März 2018]).
12. ↑  Polizei unterbindet Nazi-Infostand, Frankenpost, 14. August 2011
13. ↑  Mit der Querfront gegen die vermeintliche „Weltregierung“, Lucius Teidelbaum, HaGalil 13. Juni 2016
14. ↑  Verurteilt wegen Volksverhetzung: Verhinderter Evangelist aus Ronneburg. (otz.de [abgerufen am 9. März 2018]).
15. ↑  Fabian Klaus: Thüringer Studie untersucht AfD-Verbindungen zum Rechtsextremismus. Thüringer Allgemeine vom 5. Februar 2019
16. ↑  Wolfgang Benz: Vom Vorurteil zur Gewalt. Herder Verlag 2020, Seite 66. ISBN 978-3-451-38596-4
17. ↑  Neonazis treten selbstbewusster auf (Seite nicht mehr abrufbar, festgestellt im April 2018. Suche in Webarchiven)  Info: Der Link wurde automatisch als defekt markiert. Bitte prüfe den Link gemäß Anleitung und entferne dann diesen Hinweis., Mannheimer Morgen, 17. Januar 2008
18. ↑  Rickenbach: Moosmann-Nachfolge: Drei weitere Bürgermeister-Kandidaten in Rickenbach, badische-zeitung.de vom 3. Januar 2013
19. ↑  Badische Zeitung: Kandidat für Rickenbach: Christian Bärthel – Rickenbach – Badische Zeitung. (badische-zeitung.de [abgerufen am 9. März 2018]).
20. ↑  Rickenbach: Wahlausschuss schließt Bärthel von der Bürgermeisterwahl aus, badische-zeitung.de vom 31. Januar 2013
21. ↑  Rickenbach: Verwaltungsgericht: Bürgermeisterwahl Rickenbach wird nicht verschoben – badische-zeitung.de, 21. Februar 2013
22. ↑  Rickenbach: Kandidat legt Einspruch gegen die Bürgermeisterwahl ein – badische-zeitung.de vom 13. März 2013
23. ↑  Verhinderter Kandidat will Papst werden – badische-zeitung.de, 6. März 2013

| Personendaten    | Personendaten                                                                             |
| ---------------- | ----------------------------------------------------------------------------------------- |
| NAME             | Bärthel, Christian                                                                        |
| KURZBESCHREIBUNG | deutscher Funktionär der Deutschen Partei, Anhänger einer Kommissarischen Reichsregierung |
| GEBURTSDATUM     | 27. August 1974                                                                           |
| GEBURTSORT       | Ronneburg                                                                                 |